# 桶後林道
桶後林道，位於台灣新北市烏來區東北部桶後溪河谷地區，以烏來檢查哨為起點，桶後聚落為終點的一條產業道路。過去需要辦入山證，現在只管制汽、機車進入，腳踏自行車及行人可自由通行，接駁計程車亦可入內，但需提前申請。林道終點處即為「桶後越嶺道」的起點，徒步翻山越嶺可宜蘭縣礁溪鄉。
桶後林道沿途風景極為優美，是登山健行者的好路線，更是自行車友必去之地。桶後林道最早係由泰雅族人狩獵所踏採出來的道路，在伐木時期原本是台車道，經整建後，如今已成為一條熱門的登山步道。